# Molí del Grau (l'Estany)
Molí del Grau és un molí situat en el terme municipal de l'Estany, a la comarca del Moianès. És una obra inclosa a l'Inventari del Patrimoni Arquitectònic de Catalunya. Està situat a prop i al nord-est del nucli urbà de l'Estany, en el costat de llevant de la carretera C-59 i al nord-oest de Betlem. És al costat nord-oest mateix del Pedró de Pontarró i a ponent de la Mina. A migdia d'aquest molí s'estenen les Saleres del Grau. El molí té annexa la capella de la Mare de Déu de Montserrat del Molí del Grau.

## Descripció
Antic molí, avui convertit en segona residència. L'edifici salva un gros desnivell de tal manera que a la façana principal s'hi observa una planta, mentre que els darreres compten amb quatre plantes i soterrani. L'antiga façana no és visible a l'exterior, doncs a la dècada del 1960 s'hi va afegir un cos, allargant la casa pel davant. Totes les obertures estan adovellades amb pedra picada, a les cantonades també hi figuren grans carreus de pedra picada.
Una escala exterior de pedra comunica el davant amb els darreres de la casa, salvant el desnivell. A l'angle NW hi ha una petita capella. A l'interior, els pisos són comunicats mitjançant una estreta escala.
El permòdol de pedra procedeix de la finca del molí de l'Estany i en l'actualitat és guardat a la casa dels propietaris del Molí. Hom hi pot veure esculpida la figura rudimentària d'un personatge, completament nu i en actitud autoeròtica. Ornen la figura dues rosetes, situades a cada banda, a l'alçada del coll del personatge, que semblen tenir una perllongació en forma de tija. Als laterals del permòdol s'hi repeteix el motiu decoratiu, les rosetes.

## Història
El molí és documentat des del segle xv. Durant una època va ser propietat del monestir de l'estany. Més tard passà a formar part de les propietats del mas Grau. L'actual estructura de la casa del Molí és pròpia del segle XVIII; una llinda, datada al 1760, porta la inscripció "Joseph Febrer y Grau".
Fa ben bé una centúria que l'edifici no s'utilitza com a molí. A la dècada dels 1940, després d'un període d'abandonament, la casa va passà a uns altres propietaris qui en van començar el procés de restauració i rehabilitació passant a ser segona residencia. La casa guarda mobiliari i altres ornamentacions interessants.
El permòdol va ser trobat a l'exterior de la casa del Molí, fora de context, arran d'unes reformes que es feien al voltant dels anys 1940. Al lloc on va ser trobat hi havia un safareig públic. Després d'un temps de romandre a l'exterior, la peça va ser traslladada a l'interior de la casa del Molí de l'estany, per evitar així el seu deteriorament i per millorar-ne la seguretat.